# Червенець (притока Горнаду)
Червенец (словац. Červenec) — річка в Словаччині, права притока Горнаду, протікає в окрузі  Попрад.
Довжина — 8,0-9,0 км. Витік знаходиться в масиві Кральовогольські Татри — на висоті приблизно 1280 метрів. Протікає територією села Вікартовце.
Впадає в Горнад на висоті близько 730 метрів.